# Francisco Dias Velho
Francisco Dias Velho (São Vicente, ca. 1622 — Nossa Senhora do Desterro, 1687), bandeirante paulista, colonizador e capitão-mor da ilha de Nossa Senhora do Desterro. Foi o fundador do povoado de Nossa Senhora do Desterro, atual Florianópolis.

## Juventude
O pouco que se sabe de sua juventude vem do historiador Silva Leme, que diz ser Dias Velho filho do bandeirante Francisco Dias e de Custódia Gonçalves, nascido na vila de São Vicente, capitania de São Vicente. Casou-se em São Paulo com Maria Pires Fernandes, filha do capitão Salvador Pires de Medeiros, com quem teve 12 filhos.

## Bandeiras
Seu pai participou de diversas bandeiras com o intuito de escravizar os índios, encontrar ouro e pedras preciosas, sendo desbravador do sertão dos Patos e do vale do Rio São Francisco para o Sul, até o Rio Grande de São Pedro.  Dias Velho, em sua juventude, tendo acompanhado seu pai na entrada que fez ao sertão dos Patos, dizimando, aprisionando e escravizando indígenas ao longo da costa meridional brasileira.

## Colonizador e Capitão-mor
Quando em 1640, Portugal obteve novamente sua independência, tratou de estimular o povoamento da costa sul do Brasil para garantir a posse pacífica daquela parte do reino. Neste período passou a se formar um novo tipo de bandeiras, as "Bandeiras Colonizadoras", cujo objetivo já não era o de ir para voltar com as mãos cheias de ouro, mas a de ir para colonizar e estabelecer novos centros de civilização.
Em 1673, Dias Velho enviou seu filho José Pires Monteiro com uma centena de homens para fazer povoação no melhor lugar que descobrisse na costa de Santa Catarina, sendo que encontrou excelente lugar em uma grande ilha daquelas paragens. Dois anos depois, Dias Velho, junto com a esposa, três filhas e dois filhos, outra família agregada, mais dois padres jesuítas e quinhentos índios escravizados, aportou na ilha no dia de Santa Catarina batizando a mesma com o nome da santa (há controvérsias sobre esta versão entre os historiadores) e fundou o povoado de Nossa Senhora de Desterro, hoje Florianópolis. Construiu ali, uma capela em homenagem à padroeira, no mesmo local onde hoje se encontra a Catedral Metropolitana de Florianópolis. Deu início à construção de casas e ao plantio de novas culturas, solicitando a posse das terras em 1679.

## Piratas
Em 1686, desembarcou na praia de Canasvieiras (norte da ilha) um navio vindo do Peru, trazendo grande quantidade de prata. Alguns historiadores contestam o comando, se do inglês Robert Lewis ou seu conterraneo Thomas Frins. O fato é que a embarcação aportou na ilha, pensando estar deserta, desembarcando com tranquilidade parte do carregamento. Avisado, Dias Velho armou-se com seus homens e, na surdina, atacou e afugentou os saqueadores que acabaram deixando parte da prata na praia.
Alguns historiadores defendem a tese de que Dias Velho e seus companheiros capturaram os invasores e que a prata fora mandada para Santos.
Em 1687, um ano após o fato ocorrido, aportou na ilha, na praia de fora (hoje Beira-mar Norte), um navio pirata, preparado para atacar o povoado. Sem perda de tempo, Dias Velho com seus homens, armados com mosquetes e flechas, contra-atacaram os piratas que voltaram ao navio e lançaram-se em fuga para o mar. Inesperadamente, de madrugada, quando todos descansavam e despreocupados com o ocorrido, eis que a população do povoado é rendida, salvo aqueles que puderam fugir entre as matas. Como líder da comunidade, Dias Velho, foi levado a capela de Nossa Senhora do Desterro e lá brutalmente assassinado com um tiro na cabeça. Como se não bastasse, sua filhas foram violentadas e o povoado bastante danificado com a destruição de várias palhoças e canoas. 
Alguns historiadores defendem que estes piratas vieram à ilha na esperança de vingarem a humilhação pelo fato ocorrido ano anterior e recuperar a prata guardada na capela. 
Morto, Dias Velho foi sepultado ao lado da capela que construiu. 
Não durou muito e a grande maioria deixou o povoado voltando para São Vicente ou foram com o filho de Dias Velho, José Pires Monteiro, para Laguna.
A morte de Dias Velho na versão do historiador Pedro Taques de Almeida Pais Leme:
“Dentro da mesma ilha em 1687 entrou um patacho inglês de arribada, cujo capitão era Thomaz Frins e pirata; o capitão-mor Francisco Dias Velho foi a bordo, prendeu este capitão e os demais ingleses, e baldeou para a terra por inventário todo o cabedal que lhe achou, e os remeteu presos a sua custa à vila de Santos, onde se achava então, de correição o Dr. ouvidor geral da repartição do sul, Tomé de Almeida e Oliveira. Procedeu este ministro a ato de perguntas com o capitão inglês por intermédio do intérprete Lourenço Pereira Veneziano, com a presença do procurador da coroa Diogo Ayres de Aguirre, a 26 de fevereiro de 1688. Constou, pela confissão do dito capitão inglês, que da Inglaterra tinha saído em uma frota de navios pequenos para Panamá de Porto Belo com 900 homens, e andaram feito piratas em terras da coroa de Castela, sendo seu general Sal ao qual perdera de vista no porto de Callao de Lima, e não descobrira mais, nem a outros navios da sua conduta de seis meses a que o procurara; que na barra da ponta em altura de 5 graus tivera encontro com castelhanos que lhe mataram muitos homens, por cujo destroço os ingleses em vingança da rota lhes deram vários assaltos de pilhagem, até que em um assalto no lugar de Porto Santo ficaram destruídos os ingleses em altura de 9 graus da costa do Sul, ficando só ele capitão com 7 homens em seu navio, com falta de água, para cujo remédio e concerto de sua embarcação destroçada tinha tomado o porto de Sta. Catarina, onde fora preso pelo capitão-mor Francisco Dias Velho, o qual lhe havia mandado inventariar toda a fazenda que se achava em dito navio, que constava do mesmo inventário que havia remetido com ele capitão e seus companheiros. Este grande cabedal ficou à Real Fazenda, devido ao zelo do capitão-mor Francisco Dias Velho, cujo prêmio foi a morte que lhe deram os hereges, quando em 1692 voltaram sobre a mesma ilha, armados de força de gente, e lhe tiraram a vida dentro do próprio templo, como temos referido. Na mesma ilha de Santa Catarina prendeu um navio corsário que tinha roubado e saqueado a vila da Ilha Grande de Angra dos Reis, de cujo assalto tinham recolhido grosso cabedal, assim dos moradores como dos templos, tendo dantes feito estes piratas várias presas em embarcações da costa com grande cabedal, o que tudo assim melhor consta no cartório da provedoria de Fazenda Real de São Paulo, livro de registro n.º 4, tit. 1686, pág. 10” .
Infelizmente, o documento que atesta a captura de Dias Velho se perdeu. Como nota, em Florianópolis é comum, baseado na tradição, apontar o pirata inglês como sendo Robert Lewis.
A revista História Viva em uma de suas edições uma reportagem que narra a descoberta da embarcação de Frins naufragada na Praia dos Ingleses.  Ainda sobre esse tema o autor Ernesto Reis, lançou pela editora Giostri uma narrativa dessa batalha em quadrinhos.
Piratas ou Corsários? Pelo que temos do historiador Pedro Taques, os ditos malfeitores seriam corsários, ou seja, possuíam carta de corso da rainha da Inglaterra que lhes davam permissão para aprisionar e saquear barcos espanhóis, visto Inglaterra e Espanha serem inimigas. Daí, explica-se, porque os mesmos foram soltos logo após os questionamentos, já que Portugal era aliado da Inglaterra. Já os piratas são malfeitores que agem por conta e atacavam qualquer embarcação independente do país de origem.